# La Roche-sur-Foron
La Roche-sur-Foron este o comună în departamentul Haute-Savoie din sud-estul Franței. În 2009 avea o populație de 10.345 de locuitori.

## Evoluția populației
| An        | 1975  | 1982  | 1990  | 1999  | 2006  | 2009   |
| --------- | ----- | ----- | ----- | ----- | ----- | ------ |
| Populație | 6.008 | 6.627 | 7.116 | 8.538 | 9.763 | 10.345 |